# World in Conflict
World in Conflict je realtimová strategie. Děj je zasazen do konce 80. let 20. století, do alternativního vývoje studené války. WiC vytvořil Massive Entertainment (v době psaní článku je společnost ve vlastnictví Ubisoftu).Grafika podporuje i Dirext 10 na Windows Vista. World in Conflict byla vyhlášena nejlepší strategií roku 2007. Hra má velmi propracovaný multiplayer, který je založen na souhře celého týmu. Jedná se o celosvětově oblíbenou hru, ovšem u nás se dočkala kvůli slabší propagaci poněkud menšího zájmu.

## Základní aspekty hry

### Singleplayer
Hra nabízí povedenou hru pro jednoho hráče. Ve více než 10 misích bude mít hráč možnost poznat základní vlastnosti hry. Některé mise jsou koncipovány výhradně na jeden typ jednotek. Kupříkladu pouze letecké jednotky při misi v New Yorku nebo hned v první misi, která je záležitost výhradně obrněných transportérů. Dalo by se říct, že se jedná o jakýsi tutorial pro multiplayer, kde se dají využívat veškeré zkušenosti z hry pro jednoho hráče.

### Multiplayer
Hra pro více hráčů je hlavní záležitostí World in Conflict. Propracovaný systém Massgate dává hráči možnost získávat hodnosti, medaile i další ocenění a postupovat v celosvětovém žebříčku nahoru. Čím více bodů nahrajete, tím vyšší hodnost máte. V multiplayeru může proti sobě stát až 16 hráčů, tedy 8 vs 8. Hratelné jsou všechny tři frakce. USA, SSSR a NATO. Systém Massgate zahrnuje i rozsáhlý systém klanů a klanových válek. Stovky klanů a až desetitisíce hráčů bojují o přední umístění hned v několika žebříčcích. Hra má tři módy: Dominance, Assault a Tug of War.
Dominance spočívá v zabírání kontrolních bodů (command pointů) a jejich držením, čímž se získává dominance. Tým který má po 20 minutách větší dominanci vítězí.
Assault je mapa, při kterých se dobývá jeden bod. Jakmile je dobyt bojuje se o jiný. Hraje se ve dvou kolech. Jeden tým je obránce druhý útočník. Po prvním kole se týmy střídají.
Tug of War neboli přetlačovaná je boj o linii, která má určitý počet bodů. Jakmile je linie dobyta, útočí se na další. Cílem obou týmů je obsadit 2 linie na protivníkově straně.

### Jednotky
Zvláštností na jednotkách WiC je, že žádná jednotka nemá výhodu nad nepřátelskou jednotkou stejného typu. Všechny tři frakce mají Těžký tank se stejnými vlastnostmi a dovednostmi. Každá jednotka má útočnou a obrannou dovednost. Dovednosti se liší v závislosti na typu jednotek. Zatímco všechny těžké tanky mají útočnou dovednost "HEAT round" (náboj HEAT se značnou účinností proti slabě obrněným cílům) a obrannou dovednost kouřovou clonu, tak lehké tanky mají rovněž kouřovou clonu, ale útočná dovednost je odlišná. U Rusů se jedná o raketu AT-4, Američané mají na lehkém tanku Sheridan raketu MGM-51 Shillelagh a NATO má na tancích průrazný náboj HESH. Všechny jednotky ve WiC od náklaďáku po dělostřelce jsou skutečné jednotky z doby před 20 lety. Setkat se tedy můžete s vrtulníky SuperCobra, Apache, Mi-24 či A-156 Mangusta, dále s tanky Abrams, T-80, Leopard, PT-76 nebo obrněné transportéry BMP, Bradley a Warrior (který má jako speciální dovednost podkaliberní munici, která je v určitých aspektech lepší než rakety BMPčka nebo Bradleyho). Jednotky mohou být povýšeny, pokud se osvědčí v bitvě. Pak mají větší dostřel, dohled, střílí rychleji a jsou více odolné.

### Taktická podpora
Hráči nejsou odkázáni jen na vlastní jednotky. K dispozice je taktická podpora. Ta zahrnuje pomoc od dropu jednotek na jakékoliv místo na mapě, opravu mostu, dělostřelectvo, nálet, napalm, plyn, kobercové bombardování až k ničivé atomové zbrani. Taktická podpora stojí určité množství taktických bodů, které se získávají poškozováním, opravováním, zabíráním command pointů a tyto body se dají i posílat jednotlivým hráčům.

## Zaměření
Hráč si na začátku hry zvolí zaměření. Následně má možnost si za 4000 povolávacích bodů nakoupit jednotky. V průběhu hry může hráč získat až 6000 těchto bodů.

### Podpora (Support)
Nejrozmanitější povolaní v celé hře, ale zároveň i nejdůležitější. Bez dobrého supportu jste odkázáni na pospas nepřátelskému letectvu. Zvládnutí tohoto zaměření vyžaduje pozornost a rychlost, aby to byla právě protiletecká obrana, která zaskočí protivníka a ne naopak.
Dále je za support přístupný opravář a dělostřelectvo. Konkrétně co se týče jednotek má support: Těžké protiletadlové vozidlo, Střední protiletadlové vozidlo, Těžké dělostřelectvo, Střední dělostřelectvo, ženistu a džíp.

### Těžká technika (Armor)
Hráč ovládá tanky,obrněné transportéry nebo obojživelné transportéry, ve kterých může být přepravována pěchota. U armoru se většinou využívá těžkých tanků, které mají výborné pancéřování a dokážou držet nějakou pozici. Je to zaměření do frontové linie, které je ovšem velmi zranitelné těžkými vrtulníky. Proto by měl tankista cestovat společně s "AAčky"(protiletadlovými vozidly-Anti-air). V záložce armoru jsou: Těžký tank, Střední tank (dobrý proti pěchotě), Lehký tank, Obrněný transportér a obojživelný transportér.

### Letectvo (Air)
Ovládáte vrtulníky jak bojové i přepravní. Výhodou letectva je vysoká mobilita a možnost způsobovat rozsáhlé poškození všem jednotkám. Helikoptéry jsou ovšem velmi zranitelné protileteckými jednotkami a lehkou pěchotou, která je vybavena mimo jiné i raketometem proti vzdušným cílům. Air má nejmenší množství typů jednotek. Konkrétně: Těžký bojový vrtulník, Střední bojový vrtulník, Průzkumný vrtulník a transportní vrtulník.

### Pěchota (Infantry)
Pěchota je nejzranitelnější ze všech jednotek. Zvládnou plně toto zaměření vyžaduje nutnou dávku cviku a bystrosti. Pěchota je na otevřeném prostranství vysoce zranitelná. Je dokonce možné ji přejet jakýmkoliv bojovým prostředkem. Jakmile se ovšem pěchota (zvláště ta protitanková neboli těžká) dostane do budov nebo lesů, je velice nepříjemná a dokáže nadělat plno škod než ji někdo eliminuje. Kromě protitankové je k dispozici lehká pěchota, která je univerzálně vybavená proti jakémukoliv nepříteli, ovšem s nižším účinkem. Dále sniper (odstřelovač) a ženista, který se ale v multiplayeru prakticky nepoužívá, jelikož je jeho bojová hodnota velice nízká. Pro rychlou přepravu je tu nejlevnější jednotka ve hře a tou je náklaďák.

## Bodování
Body se získávají prakticky za všechno. Od ničení nepřátelských jednotek až po opevňování bodů.